# Christine Arron
Christine Arron, född 13 september 1973 i Les Abymes, Guadeloupe, fransk friidrottare som tävlar i kortdistanslöpning.
Arrons genombrott kom när hon var i final på 100 meter vid VM 1997 och då slutade på en fjärde plats på tiden 11,05. Vid samma mästerskap ingick hon i det franska stafettlaget på 4 x 100 meter som slutade på bronsplats. Hennes stora genombrott kom året efter då hon blev dubbel guldmedaljör vid EM 1998 både på 100 meter, på tiden 10,73, och i den korta stafetten. Samma år fick hon även utmärkelsen årets europeiska friidrottare. 
Vid VM 1999 var hon i final på 100 meter men slutade där sexa på tiden 10,97. Däremot blev hon silvermedaljör på 4 x 100 meter. Hon deltog även på 100 meter vid Olympiska sommarspelen 2000 men blev utslagen i sin semifinal. Vid VM 2003 i Paris var hon i final på 100 meter och blev femma. Vid samma mästerskap blev hon tillsammans med Muriel Hurtis, Patricia Girard och Sylviane Felix världsmästare på 4 x 100 meter. 
Vid Olympiska sommarspelen 2004 deltog hon på både 100 meter och 200 meter men blev båda gångerna utslagen i semifinalen. Däremot blev hon bronsmedaljör i stafett tillsammans med Hurtis, Felix och Veronique Mang. Vid VM 2005 i Helsingfors blev hon dubbel bronsmedaljör på både 100 och 200 meter. 
Under 2006 började hon med att notera ett nytt personligt rekord på 60 meter med tiden 7,06. Hon blev fyra på samma distans vid inomhus-VM 2006. Efter att ha avstått EM 2006 på grund av skador deltog hon vid VM 2007 där hon slutade sexa på 100 meter. 
Arron deltog även vid Olympiska sommarspelen 2008 där hon blev utslagen i kvartsfinalen på 100 meter.

## Personliga rekord
- 60 meter - 7,06 (Nationsrekord)
- 100 meter - 10,73 (Europarekord)
- 200 meter - 22,26